# Isabel Golden
Isabel Golden (* 1. August 1963 in Berlin; eigentlich Annette Isabel Goldberg) ist eine ehemalige deutsche Pornodarstellerin.

## Biografie
Die gelernte Friseurin Isabel Golden ließ sich zunächst 1988 in Hamburg für pornografische Hochglanzmagazine fotografieren. Nach der Veröffentlichung ihrer sexuellen Autobiografie Das erotische Tagebuch einer Dreißigjährigen in der Zeitschrift Happy Weekend, danach im Magazin Sexy und letztendlich in Buchform wurde die bisexuelle Swingerin entdeckt und drehte 1989 ihren ersten Pornofilm. Insgesamt war sie bis 2002 Darstellerin in über 60 Hardcoreproduktionen. Von 2002 bis 2008 folgte Auftritte als Moderatorin mit ihrem Ehemann in der Filmreihe Magma Swingt, für die sie Swingerclubs besuchte und Interviews führte, selbst jedoch nicht sexuell aktiv war.
Sie war 1989, 1990 und 1995 in der Pornofilmreihe Happy Video Privat von Harry S. Morgan der Firma Viedeorama zu sehen und drehte bis 1999 weitere Filme mit Morgan. Von 1994 bis 2004 trat sie mehrfach in der Sendung Wa(h)re Liebe auf. Später beteiligte sie sich als Visagistin an Pornoproduktionen Für den Pornofilm Die megageile Küken-Farm übernahm sie Maske und die Frisuren. Sie war ab 2006 zeitweise Mitarbeiterin der Zeitschrift praline. Zeitweise betrieb sie eine Pornowebsite.
Golden war mit dem früheren Polier Klaus Goldberg verheiratet, den sie zehn Jahre vor ihrer Karriere in der Erotikbranche kennengelernt hatte. 2000 gründete sie mit ihrem Mann die Produktionsfirma Golden Productions. Von 2001 bis 2006 drehte Klaus Goldberg, teils mit seiner Frau als Hauptdarstellerin, selbst Filme.

## Zitate
„Ich lebe meinen Sex vor der Kamera aus, wer zuschauen möchte, darf es gern tun, ich freue mich darüber.“

## Auszeichnungen
- Venus Award 2002: Auszeichnung als beste deutsche Darstellerin